# Caxias do Sul
Caxias do Sul est une commune brésilienne située dans le nord-est de l'État du Rio Grande do Sul. Elle se situe à une latitude de 29° 10' 04" sud et une longitude de 51° 10' 44" ouest. Son centre est situé à une altitude de 817 mètres, la zone urbanisée quant à elle étant située à une altitude variant entre 660 et 850 mètres.
Sa population était de 435 564 habitants au recensement de 2010, et de 474 853 habitants en 2015 selon l'estimation de l' Institut brésilien de géographie et de statistiques. En 2010, 419 406 habitants étaient situés en zone urbaine, dont l'étendue est de 65,5 km2, tandis que 16 158 habitants étaient situés en zone rurale, dont l'étendue est de 1 578,5 km2. La commune s'étend sur 1 644 km2.
Au cours de son histoire, la ville est connue sous le nom de « Campos dos Bugres » (jusqu'en 1877), « Colonie de Caxias » (1877-1884), puis « Sainte-Thérèse de Caxias » (1884-1890). La ville est érigée là où le plateau de Vacaria commence à se diviser en plusieurs vallées, et traversé par plusieurs cours d’eau, débouchant sur une topographie très accidentée au sud. La zone était habitée par des indigènes du Brésil, qui ont été violemment expulsés par le “bugreiros” qui ont permis, à la fin du XIXe siècle, au gouvernement de l’empire du Brésil d’y installer des colons européens. Ainsi, des milliers de migrants, majoritairement italiens de Vénétie, mais également des Allemands, Français, Espagnols et Polonais, traversèrent la mer et la Serra Gaúcha, peuplant une aire quasiment déserte.
Après une installation pleine de difficultés et de manques, les migrants réussissent à établir une ville prospère, avec une économie basée principalement sur l’exploitation de produits agrothérapeutiques, notamment à base de raisin et de vin, dont le succès se confirme à la fulgurante expansion du commerce et de l’industrie dans la première moitié du XXe siècle. Au même moment, les racines rurales et ethniques de la communauté commencent à perdre de l’importance relativement au panorama économique et culturel, à mesure que l’urbanisation avance et qu’une élite urbaine émerge, s’intégrant au fur et à mesure au reste du Brésil. Pendant le premier gouvernement de Getúlio Vargas, il y eut une série de crises entre les premières générations de colons et les Brésiliens, quand le nationalisme gagnait du terrain et les manifestations culturelles et politiques issues de populations étrangères furent sévèrement réprimées. Après la Seconde Guerre mondiale, la situation se calme, Brésiliens et étrangers se mettant à vivre et à travailler ensemble.
Dès lors, la ville crut de plus en plus rapidement, multipliant sa population, atteignant de hauts niveaux de développement économique et humain, devenant l’une des économies les plus dynamiques du Brésil, présente sur de nombreux marchés internationaux. De même, sa culture s’est exportée largement, grâce à de nombreux établissements d’enseignement supérieur et une vie artistique et culturelle significative et variée. Cela vint avec les problèmes typiques des villes au taux de croissance fulgurant, comme la pollution, l’apparition de favelas, et l’augmentation de la criminalité.
Caxias do Sul possède un aéroport (Campo dos Bugres, code AITA : CXJ).

## Histoire

### Origines et colonisation
Avant l’arrivée des migrants italiens, au XIXe siècle, la région de Caxias do Sul était habitée par des peuples indigènes du Brésil. De là vient sa première dénomination : « Campos dos Bugres ». C’est également la raison pour laquelle des tropeiros circulaient entre le sud de l'État et le centre du pays. Les compagnies jésuites ont essayé de s’installer dans la région, sans guère de succès,.
Dans la seconde moitié du XIXe siècle, à cause de la guerre d’unification italienne, l’Italie s’est retrouvée au cœur d’une grave crise économique et sociale, et les agriculteurs appauvris n’arrivaient plus à vivre de leurs revenus. C’est alors que le gouvernement impérial du Brésil décida de coloniser les aires inhabitées du sud du pays, incitant à la venue d’immigrants italiens, à la suite du franc succès de l’initiative similaire avec l’immigration allemande. L’aire choisie était alors connue comme Fundos de Nova Palmira, région formée de terres délimitées par les Campos de Cima da Serra au nord, et par la région des vallées au sud, de colonisation allemande. C'est à cette époque que des Italiens ont fondé la communauté de São Romédio, dans la Travessão Santa Teresa da 5ª Légua.

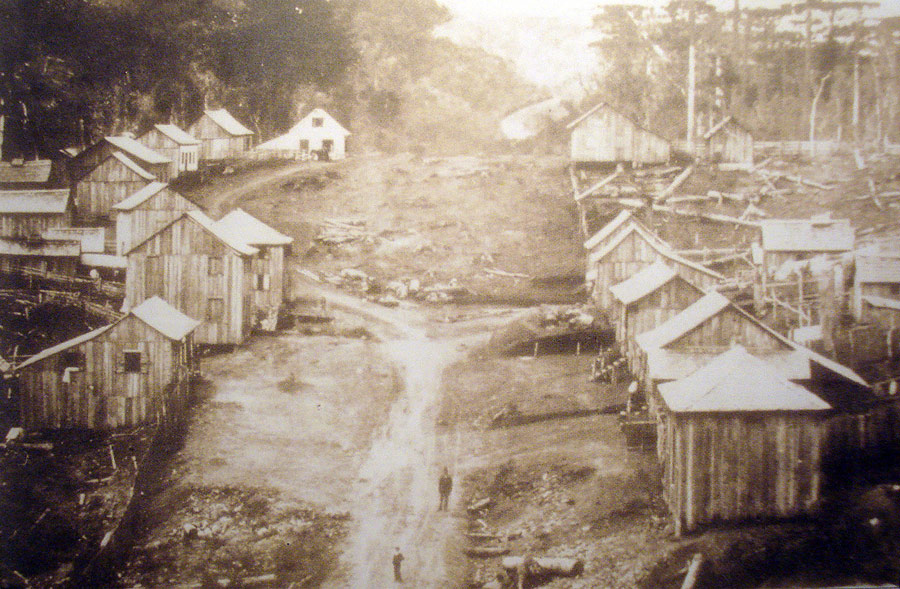
Le centre urbain primitif de la ville aux alentours de 1886.

En 1875 arrivent les premiers colons, en grande partie venant de la région de Vénétie, après avoir enduré la traversée de l'océan Atlantique, qui prenait environ un mois, à bord de navires bondés où les décès dus aux maladies et aux mauvaises conditions de vie étaient courants. Initialement, les migrants débarquaient à Rio de Janeiro, où ils restaient en quarantaine dans la Maison des Immigrants,. Ils embarquaient alors sur un navire à vapeur en direction du sud du Brésil, jusqu’à Porto Alegre, où ils étaient amenés à l’ancien Porto Guimarães, aujourd’hui São Sebastião do Caí. Ils gravissaient alors les montagnes, traversant une région encore sauvage, jusqu’à arriver à leur destination, où se dresse aujourd’hui Nova Milano. De là, ils se transfèrent à partir de 1876 jusqu’à la soi-disant Sede Dante, lieu de la future Caxias do Sul, centre administratif de la colonie, la première à être ainsi identifiée dans la région, où ils étaient reçus dans une grande cabane en bois — d’où l’épithète Barracão, qui signifie « Grande cabane », également attribué à cette petite colonie. Les lopins de terre étaient alors répartis par le gouvernement. Un an après, on retrouvait déjà autour de 2000 colons sur place,,. Le 11 avril 1877, la dénomination officielle du lieu est devenue Colônia Caxias, en hommage au duc de Caxias.

### Développement
Malgré un appui officiel réel, les conditions initiales étaient très difficiles. Les familles restaient en grande partie isolées les unes des autres par l’absence ou la précarité des routes. En plus de ne pas connaître cet environnement entièrement nouveau et sauvage, l’outillage des colons était limité et dépassé, et les techniques agricoles apportées d’Italie s’adaptaient très mal au climat et aux sols locaux. Pendant que les maisons ne se construisaient pas et que l’agriculture ne portait pas ses fruits, la survie se faisait grâce à la cueillette, à la chasse et à la vente de bois. Seules les capacités de chaque famille permirent de survivre aux premiers temps, dépendant fortement du nombre de bras, menant donc à des familles nombreuses. Ainsi, le conseil Caxias crut rapidement, aidée par l’afflux constant de nouveaux migrants, et bientôt avait développé une économie autonome.
Les principaux produits étaient le blé, le haricot et le maïs, suivis par les pommes de terre, l’orge et le seigle. Des espèces de fruits ont été introduites, telles la châtaigne, l’orange, la cerise ; on y élevait également des poules, des vaches, des porcs, des moutons et des lapins. Il y avait même une production de miel et de soie.

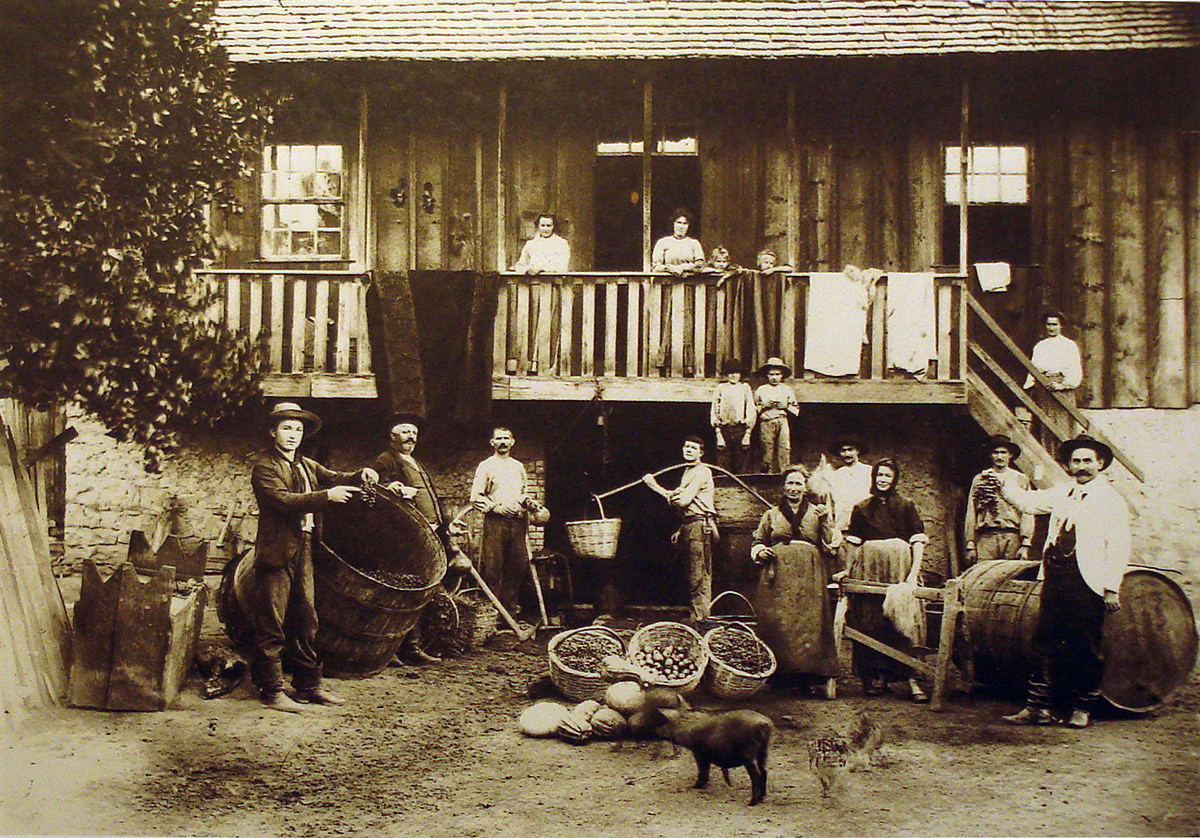
Uma feira agrária na 3ª Légua, zona rural de Caxias, c. 1918

Malgré ce profil très agricole, un développement commercial et industriel dans le centre urbain a rapidement eu lieu, essentiellement destiné à transformer et faire circuler les excédents de la production agricole, de nombreuses petites industries spécialisées apparaissant, conférant à la petite colonie émergente une autosuffisance réelle,. Le résultat de ce développement se constate dès 1881 dans la première Foire Agro-Industrielle, origine de l’actuelle Festa da Uva, centralisant les petits marchés et fêtes agraires et artisanales qui se tenaient dans la zone rurale. En 1883 il y avait dans la colonie 93 établissements commerciaux pour une population de 7 359 habitants.

### Jours fériés
En plus des jours fériés nationaux définis par la loi brésilienne, la ville de Caxias do Sul a des jours fériés propres : le vendredi saint et le Corpus Christi, qui sont des dates mobiles, le 26 mai, jour de Notre-Dame de Caravaggio, et le 2 novembre, jour des Morts (Finados en portugais).